# Francis William Aston
Francis William Aston (født 1. september 1877 i Harborne, Birmingham, England, død 20. november 1945 i Cambridge, England) var en engelsk kemiker og fysiker, der modtog Nobelprisen i kemi i 1922 for sin opdagelse af isotoper i et stort antal ikke-radioaktive grundstoffer ved hjælp af sit massespektrometer, og for udtryk for reglen om "det hele antal". Denne regel siger at massen af et grundstofs isotoper svarer til et helt multipla af massen på et hydrogenatom. 
Han var medlem i Royal Society og ligeledes Trinity College, Cambridge.